# 岩波少年文庫
岩波少年文庫（いわなみしょうねんぶんこ）は、日本の出版社・岩波書店が出版している児童文学の叢書である。小B6判・並製。

## 沿革
1950年12月25日創刊。初回の刊行はスティーブンスン『宝島』、ウェブスター『あしながおじさん』、ディケンズ『クリスマス・キャロル』、ハムズン『小さい牛追い』、ケストナー『ふたりのロッテ』の5冊であった。当初の装丁はソフトカバーであったが、1954年にハードカバー化された。ケースもしっかりした厚紙であった。
1961年12月16日までに第一期（全100点、121冊）・第二期（全72冊）合計193冊の刊行が完了。以後、児童書については単行本および、岩波少年少女文学全集全30巻(1960〜1963年)、個人全集の刊行に力が入れられ、岩波少年文庫の新刊は10年余り刊行されなかった。
1974年11月13日、第一次オイルショック による物価高騰の影響を受け、ソフトカバーの軽装版で新刊の刊行を再開。1983年までに全68冊が刊行された。
1985年には創刊35周年を迎え、4色刷のカバーの新装版が発行された。この時、背表紙の色が対象年齢別に、ピンク（小学生中級〜）、黄色（小学生上級〜）、水色（中学生〜）の3種に色分けされた。その後、1991年までに全51冊が刊行された。
1995年には創刊45周年を記念して新刊の刊行を再開。これ以降、新刊の刊行は継続している。2000年には創刊50周年を迎え、左右の幅を7mm広げた新しい判型が採用された。
2010年には創刊60周年を迎えており、総発行点数は約400、総発行部数は約3,100万部に達している。

## 分類
現在は対象年齢を小学生向け・中学生向けの2種類に分けて背表紙を対象年齢別に、ピンク系（小学生〜）及びブルー系（中学生〜）の2種を基本としつつ、シリーズものには特別な配色が用いられている。小学生向けに関しては表紙裏のあらすじ部分に「小学3・4年生以上」のように対象学年が記載されている。
作品番号は発行順でなく001〜199番が小学生向け、501〜699番が中学生向けに割り当てられている。

### 過去の分類
第1期から3期は対象年齢別の分類でなく、発行された順番を原則とする3ケタの通巻番号が割り当てられていた。第3期のソフトカバー版では小学校中学年（3・4年生）向けを1000番台、高学年（5・6年生）向けを2000番台、中学生向けを3000番台とする4ケタの分類番号が新たに採用され、1985年のカバー復活後もこの番号が継承されたが2000年以降は前述したように新しい3ケタの分類番号へ移行している。

## 関連する人物
児童文学作家の石井桃子は、岩波書店嘱託として、創刊当時から本文庫の企画・編集に関わった。戦前に石井が開設していた児童図書館・白林少年館の出版部より刊行されたケネス・グレアム『たのしい川べ』とヒュー・ロフティング『ドリトル先生アフリカゆき』の2点は現在も岩波少年文庫に収録されている。
創刊から2000年まで旧版の巻末に掲載されていた「岩波少年文庫発刊に際して」の執筆者は、本文庫の創刊に尽力した吉野源三郎である。2000年以降は、編集部名義の「岩波少年文庫創刊50年 新版の発足に際して」が掲載されている。

## 関連文献
- 若菜晃子編著『岩波少年文庫のあゆみ 1950-2020』岩波書店、2021年